# Fau (Maas)
Die Fau (auch Ruisseau de Faux genannt) ist ein gut neunzehn Kilometer langer Bach, der im französischen Département Ardennes in der Region Grand Est verläuft. Er mündet von links in die  Maas.

## Name
Der Bach ändert in seinem Verlauf mehrmals die Bezeichnung:
- La Passée de Mézières im Quellbereich,
- Ruisseau de la Grande Terre im Oberlauf,
- Ruisseau de Faux bzw. Ruisseau de Fau (laut SANDRE-Code) im Unterlauf.

## Geographie

### Verlauf
Die Fau entspringt im Gemeindegebiet von Les Mazures auf einer Höhe von etwa 383 m
Sie entwässert in einem großen Bogen von Südwest über Nord nach Nordwest durch den Regionalen Naturpark Ardennen und mündet auf einer Höhe von ungefähr 122 m im Gemeindegebiet von Revin, knapp an der Grenze zur benachbarten Gemeinde Rocroi, als linker Nebenfluss in die Maas.
Der 19,4 km lange Lauf der Fau endet ungefähr 261 Höhenmeter unterhalb seiner Quelle, sie hat somit ein mittleres Sohlgefälle von etwa 14 ‰.

### Zuflüsse
- Ruisseau d'Herbiaux (links), 3,3 km
- Ruisseau du Cuviseau (links), 3,3 km
- Ruisseau le Noir (links), 3,2 km
- Ruisseau le Galop (links), 3,7 km
- Ru Marie (rechts), 3,5 km
- Conduite de Whitaker (links), 6,2 km
- Ruisseau des Moulins (links), 8,9 km
- Ruisseau du Champ Fleury (links), 4,5 km

### Orte
- Les Mazures
- Les Vieilles Forges, Gemeinde Les Mazures
- Saint Nicolas, Gemeinde Rocroi
- Revin

## Pumpspeicherkraftwerk
Der Bach ist in die Wasserversorgung des Pumpspeicherkraftwerks Revin integriert.